# Cleome uncifera
Cleome uncifera är en paradisblomsterväxtart. Cleome uncifera ingår i släktet paradisblomstersläktet, och familjen paradisblomsterväxter.

## Underarter
Arten delas in i följande underarter:
- C. u. microphylla
- C. u. uncifera